# Tasata tullgreni
Tasata tullgreni là một loài nhện trong họ Anyphaenidae.
Loài này thuộc chi Tasata. Tasata tullgreni được Carl Friedrich Roewer miêu tả năm 1951.